# Gobernación de Sfax
La Gobernación de Sfax (en árabe: ولاية صفاقس) es una de las veinticuatro gobernaciones de la República Tunecina. Esta gobernación se localiza al este del país, Túnez, y posee costas en el mar Mediterráneo. La ciudad de Sfax es su ciudad capital.

## Delegaciones con población en abril de 2014
- Agareb 40,943
- Bir Ali Ben Khalifa 52,678
- El Amra 30,599
- El Hencha 49,223
- Graïba 15,776
- Jebiniana 49,678
- Kerkennah 15,501
- Mahrès 34,257
- Menzel Chaker 37,368
- Sakiet Eddaïer 113,776
- Sakiet Ezzit 87,512
- Sfax Ouest 110,125
- Sfax Sud 119,139
- Sfax Ville 101,176
- Skhira 34,673
- Thyna 62,997

## Geografía
La superficie de la Gobernación de Sfax es de 7.545 kilómetros cuadrados. El mar Mediterráneo brinda costas a esta gobernación en el este, limita con Gabes en el sur, con Mahdia en el norte y con las gobernaciones de Kairouan, Sidi Bou Said y Gafsa al oeste. También se incluye en el territorio de la Gobernación de Sfax el archipiélago de las Islas Kerkennah.
Su posición geográfica privilegiada, su ancha apertura sobre el mar (con un litoral de cerca de 235 kilómetros) y su puerto (el más grande de Túnez) le dan un papel importante en los intercambios comerciales a nivel nacional e internacional.
Administrativamente, esta gobernación está subdividida en dieciséis delegaciones, dieciséis municipalidades y 126 imadas.

## Población

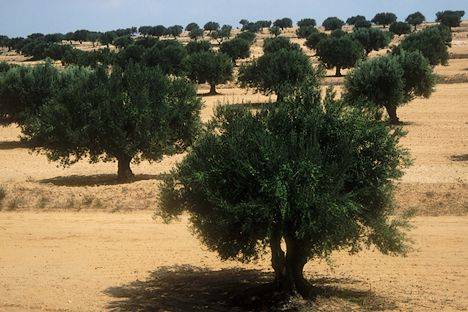
Árboles de Olea europaea en la Gobernación de Sfax. Estos árboles proporcionan las famosas aceitunas de Sfax, que juegan un papel importante en la economía de esta gobernación.

El censo del año 2008 indica que la población de la Gobernación de Sfax asciende a la cifra de los 904.800 habitantes. La densidad poblacional es de 119,920 pobladores por cada kilómetro cuadrado del territorio de esta gobernación. 

## Economía
La economía de la Gobernación de Sfax está esencialmente basada en el aceite de oliva, la pesca y los fosfatos. Desde los años 1960, se presta asistencia a la industrialización de la economía con la aparición de pequeñas y medianas empresas y fábricas y el desarrollo del sector terciario. La agricultura, particularmente la producción de aceitunas, ocupa un importantísimo lugar a pesar de todos estos cambios importantes en la economía regional. Las tierras agrícolas ocupan casi la totalidad de la superficie de la región (el 90 %).
Sfax produce por término medio el 40 % del aceite de oliva y el 30 % de las almendras de la República Tunecina, lo que la hace el primer productor nacional. Otro componente de la economía sfaxiense es la explotación del petróleo: los yacimientos de gas natural de Miskar se extienden sobre una superficie total de 352 km² y dispone de una capacidad de 227.000 millones de m³. Se explotan allí 1,18 millones de toneladas al año.
La población activa está repartida entre tres sectores: agricultura y pesca (25,3 %), servicios (25,6 %) e industrias y finanzas (24,4 %).

## Puerto de Sfax
El puerto de Sfax es una ventaja para la economía tunecina y regional. Su puerto comercial es uno de los más antiguos del país y el segundo de Túnez. Fue creado en el año 1905. Se estima que la cantidad de los productos exportados asciende a dos millones de toneladas anuales. Estos productos esencialmente vienen del centro y del sur del país: sal marina, aceite de oliva, fosfatos tratados y otros diversos productos. Se importan tres millones de toneladas de mercancías: productos alimenticios, productos químicos, materiales de construcción, cereales y equipos necesarios para el mercado nacional.
A 75 kilómetros más en el sur, el puerto de Skhira esencialmente está dedicado a los productos petroleros y químicos y a la exportación del fosfato.
- Datos: Q241145
- Multimedia: Sfax Governorate / Q241145